# Японский пилохвост
Японский пилохвост (лат. Galeus nipponensis) — часто встречающийся вид рода пилохвостов, семейства кошачьих акул (Scyliorhinidae). Обитает от юго-восточного побережья Японии до Восточно-китайского моря. Питается донными ракообразными, костистыми рыбами и головоногими. Размножается, откладывая яйца. Максимальный размер 68 см.

## Таксономия
Японского пилохвоста долгое время рассматривали как один вид с очень похожим, но имеющим меньшие размеры китайским пилохвостом (Galeus eastmani). В 1950 году Ташиджи Камохара описал японского пилохвоста под именем Galeus eastmani. Официально японский пилохвост был признан новым видом в 1975 году в выпуске научного журнала «Memoirs of the Faculty of Fisheries, Hokkaido University» в статье Кадзухиро Накайя. Видовое название nipponensis происходит от названия Японии Nippon.Типовой экземпляр представлял собой взрослого самца длиной 60 см, пойманного у берегов префектуры Коти 20 декабря 1972 года. В рамках рода морфологически наиболее близким видом является Galeus longirostris.

## Ареал и среда обитания
Японские пилохвосты встречаются в северо-восточной части Тихого океана от бухты Сагами у берегов острова Хонсю, Япония, до Восточно-Китайского моря, включая острова Рюкю на глубине 150—540 м. В японских водах это довольно распространённый вид.

## Описание
Максимальная длина 68 см. У японского пилохвоста тонкое плотное тело. Длина головы составляет менее 1/5 от общей длины. Морда вытянутая, приплюснутая и заострённая. Крупные овальные глаза вытянуты по горизонтали, они оснащены рудиментарным третьим веком, позади глаз имеются крошечные дыхальца. Под глазами расположены небольшие выступы. Ноздри разделены треугольными кожными складками. Крупный рот изогнут в виде длинной широкой арки, по углам расположены глубокие борозды. Каждый зуб оснащён центральным остриём и 1—2 латеральными маленькими зубцами. Имеются пять пар жаберных щелей, пятая пара расположена над грудными плавниками..
Первый спинной плавник имеет почти треугольную форму, передний и задний края немного выгнуты. Его основание находится над серединой основания брюшных плавников. Второй спинной плавник меньше первого и схож с ним по форме. Его основание второго над задней части основания анального плавника. Грудные плавники среднего размера, широкие. Брюшные плавники крупные и невысокие. Их внутренние края срастаются, образуя «фартук», частично закрывающий очень длинные и тонкие птеригоподии, которые достигают анального плавника. Основание анального плавника составляет 8—10 % от общей длины тела, но существенно меньше расстояния между спинными и между брюшными и анальным плавниками. У самцов анальный плавник на 2 % меньше, чем у самок, что может быть связано с исключительной длиной птеригоподиев. Хвостовой стебель имеет цилиндрическое сечение, хвостовой плавник низкий с маленькой нижней лопастью и вентральной выемкой возле кончика верхней лопасти. Тело покрыто мелкими, перекрывающими друг друга плакоидными чешуйками, каждая из которых имеет форму листовидной короны с горизонтальным хребтом и тремя маргинальными зубчикам. На передней части дорсального края хвостового плавника имеется характерный пилообразный гребень, сформированный крупными чешуйками. Окрас серого цвета с несколькими седловидными бледными пятнами, разбросанными по спине и хвосту. Брюхо, внутренняя поверхность рта и края свободных кончиков грудных и спинных плавников окрашены в белый цвет.

## Биология и экология
Рацион японского пилохвоста состоит в основном из ракообразных, включая равноногих, десятиногих раков и криль, костистых рыб, в частности, сардинопсов (Sardinops melanostictus), зеленоглазок большеглазых (Chlorophthalmus albatrossis) и светящихся анчоусов (Myctophidae), и головоногих, таких как Sepiolidae и Enoploteuthidae. Молодые акулы демонстрируют большее пищевое разнообразие по сравнению со взрослыми, которые питаются в основном рыбой. Рацион молодых японских пилохвостов отличается от рациона китайских пилохвостов, хотя оба вида обитают в бухте Саруга, что, вероятно, связано со снижением межвидовой конкуренции.
Этот вид является яйцекладущим. У самок имеется один функциональный яичник, расположенный справа и два функциональных яйцеклада, в которых одновременно созревает по одному яйцу. Яйца заключены в жёсткие капсулы в виде вазы цвета, имеющие 9 см в длину и 2 см в ширину. Верхняя часть капсулы квадратной формы, а нижняя закруглена и по её углам имеются выступы. Самки откладывают яйца круглый год, пик приходится на декабрь и январь. Самцы и самки достигают половой зрелости при длине 51—62 см и 55—61 см соответственно.

## Взаимодействие с человеком
В качестве прилова японские пилохвосты в коммерческие глубоководные тралы. Данных для оценки статуса сохранности вида недостаточно.